# Francisca de Romana
Francisca (in der Literatur auch Francesca oder Françoise), Gattin des Matheus de Romana aus Salerno, hat 1321 am königlichen Hof in Neapel persönlich die Zulassung zur Ausübung der ärztlichen Tätigkeit beantragt, da sie hinreichende Kenntnisse in der Kunst der Chirurgie habe. Normen über die Zulassung von Ärzten im Königreich Sizilien, die eine Prüfung vor einer Kommission von Fachleuten vorschrieben, hatte bereits Roger II. in den Assisen von Ariano verkündet, die von Friedrich II. in die Konstitutionen von Melfi übernommen und ergänzt wurden. Nach der Vorlage eines politischen Leumundszeugnisses durch die Heimatgemeinde (universitas terre Salerni) stellte eine Kommission von Ärzten im Dienste des Königs und Chirurgen des Herzogs die Eignung der Antragstellerin fest.
Da die Tätigkeit für das Prinzipat, das Gebiet des früheren Fürstentums Salerno, zugelassen wird, ist als Aussteller der Herzog Karl von Kalabrien genannt, in der Datierung wird nach den Regierungsjahren Roberts des Weisen gerechnet.
Als Datar der Approbationsurkunde zeichnet Bartholomeus von Capua, der führende Funktionär des angiovinischen Hofes. Das Dokument war in den Registri Angiovini eingetragen, die 1943 vernichtet wurden.
Die Urkunde ist auf den 10. September 1321 datiert. Weitere Nachrichten zu Francisca und Belege für eine tatsächliche Ausübung des Berufes sind nicht bekannt. Die Pflicht, eine königliche Lizenz für das Praktizieren zu erhalten, wurde 1359 abgeschafft.
Wichtig ist die in der Urkunde genannte Begründung, dass die Gesetze eine ärztliche Betätigung von Frauen zulassen und dies für die Behandlung von Frauen auch vorteilhaft sei, denn in den überlieferten Gesetzessammlungen ist eine entsprechende Norm nicht enthalten:
“Quia tamen de iuris indicto medicine officium mulieribus est concessum expedienter attento quod ad mulieres curandas egrotas de honestate morum viris sunt femine aptiores … Weil nun nach Ansage des Rechts den Frauen medizinische Tätigkeit erlaubt ist, in Anbetracht des Umstandes, dass zur Behandlung von kranken Frauen aus Sittsamkeit Frauen geeigneter sind als Männer …” (Herzog Karl von Kalabrien)
Judy Chicago widmete „Francesca of Salerno“ eine Inschrift auf den dreieckigen Bodenfliesen des Heritage Floor ihrer 1974 bis 1979 entstandenen Installation The Dinner Party. Die mit dem Namen Francesca of Salerno beschrifteten Porzellanfliesen sind dem Platz mit dem Gedeck für Trota zugeordnet. Die Einordnung als in Salerno promovierte Chirurgin ist irrig.